# Liste des lieux de culte de la Chaudière-Appalaches
La liste des lieux de culte de la Chaudière-Appalaches liste l'ensemble des lieux de culte situés dans la région administrative de la Chaudière-Appalaches au Québec.
Notez que cette liste ne comprend que les lieux de culte érigés avant 1975.

## Liste

### Lieux de culte catholiques
| Lieu de culte                                                        | Illustration | Municipalité                        | Adresse                                | Coordonnées | Année de construction | Lien dans l'ILCQ | Notes    |
| -------------------------------------------------------------------- | ------------ | ----------------------------------- | -------------------------------------- | ----------- | --------------------- | ---------------- | -------- |
| Chapelle de la Maison Mont-Jeanne-d'Arc                              |              | Vallée-Jonction                     | 268, rue Assise                        |             | 1912                  | 35446            | Recyclée |
| Chapelle de la Maison Saint-Bernard                                  |              | Saint-Damien-de-Buckland            | 161, route 279                         |             | 1924                  | 14894            |          |
| Chapelle de la maison-mère des Sœurs Notre-Dame-du-Perpétuel-Secours |              | Saint-Damien-de-Buckland            | 159, rue Commerciale                   |             | 1934 - 1935           | 14797            |          |
| Chapelle de la Résidence Pie X                                       |              | Lévis                               | 106, rue Jean XXIII                    |             | 1954                  | 69877            |          |
| Chapelle des Sœurs de Jésus-Marie                                    |              | Beauceville                         | 670, 9e avenue                         |             | 1924                  | 1286             |          |
| Chapelle des Sœurs de la Charité de Québec                           |              | Beauceville                         | 291, route 108                         |             | 1967                  | 1254             |          |
| Chapelle des Sœurs de la Charité de Saint-Louis                      |              | Saint-Gédéon-de-Beauce              | 127C, 1ere avenue Sud                  |             | 1910                  | 1700             | Recyclée |
| Chapelle des Sœurs de la Charité de Saint-Louis                      |              | Lévis                               | 6670, rue Saint-Louis-de-France        |             | 1929                  | 69971            |          |
| Chapelle des Sœurs de la Visitation                                  |              | Lévis                               | 6150, rue Saint-Georges                |             | 1939 - 1940           | 73592            |          |
| Chapelle des Sœurs Oblates de Béthanie                               |              | Sainte-Marie                        | 102, rue Notre-Dame Sud                |             | 1955                  | 34616            | Fermée   |
| Chapelle du Pavillon Mallet                                          |              | Lévis                               | 105, rue Saint-Louis                   |             | 1969 - 1971           | 70792            |          |
| Chapelle conventuelle Sacré-Cœur                                     |              | Lévis                               | 10425, boulevard Guillaume-Couture     |             | 1939                  | 73713            |          |
| Lieu de pèlerinage Sainte-Anne                                       |              | Saint-Damien-de-Buckland            | 155, rue Commerciale                   |             | 1906                  | 14715            |          |
| Chapelle de Laurier-Station                                          |              | Laurier-Station                     | 364, rue Saint-Joseph                  |             | 1950 - 1951           | 84630            | Recyclée |
| Église Christ-Roi                                                    |              | Lévis                               | 5515, rue Saint-Georges                |             | 1954                  | 53086            |          |
| Chapelle de desserte Lac-des-Plaines                                 |              | Saint-Cyrille-de-Lessard            | 461, chemin du Tour-du-Lac-des-Plaines |             | 1956                  | 33842            | Recyclée |
| Église Immaculée-Conception-de-la-Bienheureuse-Vierge-Marie          |              | Thetford Mines                      | 5746, boulevard Frontenac Est          |             | 1940                  | 2356             |          |
| Église L'Assomption-de-la-Bienheureuse-Vierge-Marie                  |              | Saint-Georges                       | 12375, boulevard Lacroix               |             | 1950 - 1952           | 3133             |          |
| Église L'Enfant-Jésus                                                |              | Vallée-Jonction                     | 253, rue Principale                    |             | 1898                  | 34839            |          |
| Église de Sainte-Croix                                               |              | Sainte-Croix                        | 6319, rue Principale                   |             | 1911 - 1915           | 7731             |          |
| Église La Sainte-Famille                                             |              | Tring-Jonction                      | ? avenue Commerciale                   |             | 1952 - 1969           | 1450             |          |
| Église La-Présentation-de-Notre-Dame                                 |              | Thetford Mines                      | 244, rue Labbé                         |             | 1957 - 1959           | 2459             | Recyclée |
| Église Le Sacré-Cœur-de-Jésus                                        |              | East Broughton                      | 230, rue Principale                    |             | 1906 - 1908           | 2447             |          |
| Église du Saint-Nom-de-Marie                                         |              | Sainte-Marie                        | 60, rue Notre-Dame Sud                 |             | 1856 - 1859           | 35330            |          |
| Église Les Saints-Anges                                              |              | Saints-Anges                        | 504, rue Principale                    |             | 1920 - 1921           | 35218            |          |
| Église Notre-Dame-Auxiliatrice-de-Buckland                           |              | Notre-Dame-Auxiliatrice-de-Buckland | 4306, rue Principale                   |             | 1870                  | 24835            |          |
| Église Notre-Dame-de-Bonsecours                                      |              | L'Islet                             | 15, chemin des Pionniers Est           |             | 1770 - 1780           | 33523            |          |
| Église Notre-Dame-de-l'Assomption                                    |              | Berthier-sur-Mer                    | 30, rue Principale Est                 |             | 1855 - 1859           | 26590            |          |
| Église Notre-Dame-de-la-Guadeloupe                                   |              | La Guadeloupe                       | 541, 13e avenue                        |             | 1946 - 1949           | 2223             |          |
| Église Notre-Dame-de-la-Providence                                   |              | Notre-Dame-des-Pins                 | 2770, 1ere avenue                      |             | 1930                  | 3217             |          |
| Église Notre-Dame-de-la-Victoire                                     |              | Lévis                               | 18, rue Notre-Dame                     |             | 1850 - 1851           | 72094            |          |
| Chapelle Notre-Dame-de-Vimy                                          |              | Saint-Joseph-de-Coleraine           | 42, avenue Roy                         |             | 1922                  | 3096             | Recyclée |
| Église Notre-Dame-des-Prairies                                       |              | Saint-François-de-la-Rivière-du-Sud | ?, chemin les Prairies Est             |             | 1946                  | 26033            |          |
| Église Notre-Dame-du-Bon-Conseil                                     |              | Honfleur                            | 235, rue de l'Église                   |             | 1904                  | 24349            |          |
| Chapelle Notre-Dame-du-Lac-Poulin                                    |              | Saint-Benoît-Labre                  | 227, route Laflamme                    |             | 1961                  | 10926            | Recyclée |
| Église Notre-Dame-du-Perpétuel-Secours                               |              | Lévis                               | 3324, place de l'Église                |             | 1903                  | 73232            |          |
| Église Notre-Dame-du-Rosaire                                         |              | Notre-Dame-du-Rosaire               | 11, rue Jolicœur                       |             | 1909 - 1910           | 26119            | Recyclée |
| Église Notre-Dame-du-Sacré-Cœur                                      |              | Notre-Dame-du-Sacré-Cœur-d'Issoudun | 266, rue Principale                    |             | 1911                  | 7815             | Fermée   |
| Chapelle Sacré-Cœur                                                  |              | Lévis                               | 294, rue Saint-Joseph                  |             | 1876 - 1878           | 52873            |          |
| Église Sacré-Cœur                                                    |              | L'Islet                             | 88, 7e rue                             |             | 1931                  | 33635            | Démolie  |
| Église Saint-Adalbert                                                |              | Saint-Adalbert                      | 57, rue Principale                     |             | 1949                  | 33355            |          |
| Église Saint-Adrien                                                  |              | Saint-Adrien-d'Irlande              | 155, rue Principale                    |             | 1878 - 1879           | 2508             |          |
| Église Saint-Agapit                                                  |              | Saint-Agapit                        | 1154, rue Principale                   |             | 1886                  | 6614             |          |
| Église Saint-Alfred                                                  |              | Saint-Alfred                        | 333, rue Principale                    |             | 1931 - 1935           | 598              |          |
| Église Saint-Alphonse                                                |              | Thetford Mines                      | 34, rue Notre-Dame Ouest               |             | 1907 - 1908           | 2375             |          |
| Église Saint-Anselme                                                 |              | Saint-Anselme                       | 115, rue Principale                    |             | 1845 - 1850           | 24674            |          |
| Église Saint-Antoine                                                 |              | Saint-Antoine-de-l'Isle-aux-Grues   | 238, chemin du Roi                     |             | 1887 - 1889           | 26150            |          |
| Église Saint-Antoine-Daniel                                          |              | Adstock                             | 10, rue Chouinard Sud                  |             | 1941 - 1942           | 3214             |          |
| Église Saint-Antoine-de-Padoue                                       |              | Lévis                               | 11, rue de Bienville                   |             | 1896                  | 54963            | Recyclée |
| Église Saint-Antoine-de-Padoue                                       |              | Thetford Mines                      | 4731, rue de l'Église                  |             | 1896 - 1907           | 3379             |          |
| Église Saint-Antoine-de-Padoue                                       |              | Saint-Antoine-de-Tilly              | 3880, chemin de Tilly                  |             | 1786 - 1788           | 6513             |          |
| Église Saint-Apollinaire                                             |              | Saint-Apollinaire                   | 98, rue Principale                     |             | 1855 - 1858           | 7892             |          |
| Église Saint-Aubert                                                  |              | Saint-Aubert                        | 28, côte de l'Église                   |             | 1856 - 1858           | 33405            |          |
| Église Saint-Benjamin                                                |              | Saint-Benjamin                      | 252, rue Principale                    |             | 1906 - 1907           | 25451            |          |
| Église Saint-Benoît-Labre                                            |              | Saint-Benoît-Labre                  | 54, rue de la Fabrique                 |             | 1966                  | 10868            |          |
| Église Saint-Bernard                                                 |              | Saint-Bernard                       | 1474, rue Saint-Georges                |             | 1871 - 1873           | 34552            |          |
| Église Saint-Cajetan                                                 |              | Armagh                              | 80, rue Principale                     |             | 1933 - 1934           | 25385            |          |
| Église Saint-Camille                                                 |              | Saint-Camille-de-Lellis             | 1, rue de la Fabrique                  |             | 1926 - 1927           | 25701            |          |
| Église Saint-Charles-Borromé                                         |              | Saint-Charles-de-Bellechasse        | 2815, avenue Royale                    |             | 1752 - 1757           | 23124            |          |
| Église Saint-Charles-Borromé                                         |              | Beaulac-Garthby                     | 22, rue Saint-Jacques                  |             | 1899                  | 3345             |          |
| Église Saint-Clément                                                 |              | Tourville                           | 936, rue Principale                    |             | 1925 - 1926           | 31949            |          |
| Église Saint-Côme                                                    |              | Saint-Côme-Linière                  | 1555, 19e rue                          |             | 1888 - 1891           | 1843             |          |
| Église Saint-Cyprien                                                 |              | Saint-Cyprien                       | 409, rue Principale                    |             | 1918                  | 25534            |          |
| Église Saint-Cyrille                                                 |              | Saint-Cyrille-de-Lessard            | 291, rue Principale                    |             | 1914 - 1917           | 33669            |          |
| Église Saint-Damase                                                  |              | Saint-Damase-de-L'Islet             | 1, place de l'Église                   |             | 1902 - 1903           | 33466            |          |
| Église Saint-Damien-de-Buckland                                      |              | Saint-Damien-de-Buckland            | 180, rue Commerciale                   |             | 1883 - 1884           | 24915            |          |
| Église Saint-David                                                   |              | Lévis                               | 3995, rue de la Fabrique               |             | 1877                  | 65252            | Recyclée |
| Église Saint-Désiré                                                  |              | Thetford Mines                      | 264, rue Saint-Désiré                  |             | 1892                  | 2622             |          |
| Église Saint-Edmond                                                  |              | Val-Alain                           | 1172, rue de l'Église                  |             | 1932                  | 7162             | Fermée   |
| Église Saint-Edouard                                                 |              | Frampton                            | 152, rue Principale                    |             | 1859 - 1863           | 79930            |          |
| Église Saint-Elzéar                                                  |              | Saint-Elzéar                        | 672, rue Principale                    |             | 1851 - 1854           | 35417            |          |
| Église Saint-Eugène                                                  |              | L'Islet                             | 68, chemin Lamartine Ouest             |             | 1873                  | 33766            |          |
| Église Saint-Édouard                                                 |              | Saint-Édouard-de-Lotbinière         | 2505, rue Principale                   |             | 1900 - 1901           | 7650             |          |
| Église Saint-Éphrem                                                  |              | Saint-Éphrem-de-Beauce              | 43, route 108 Est                      |             | 1880 - 1884           | 2059             |          |
| Église Saint-Étienne                                                 |              | Lévis                               | 4105, route des Rivières               |             | 1904 - 1905           | 53283            |          |
| Église Saint-Étienne                                                 |              | Beaumont                            | 60, chemin du Domaine                  |             | 1726 - 1733           | 24977            |          |
| Église Saint-Évariste                                                |              | Saint-Évariste-de-Forsyth           | 335, rue Principale                    |             | 1887                  | 2249             |          |
| Église Saint-Fabien-de-Panet                                         |              | Saint-Fabien-de-Panet               | 20, rue Principale Est                 |             | 1910                  | 26332            |          |
| Église Saint-Flavien                                                 |              | Saint-Flavien                       | ? rue Principale                       |             | 1880                  | 17191            |          |
| Église Saint-Fortunat                                                |              | Saint-Fortunat                      | 151, rue Principale                    |             | 1872                  | 6446             |          |
| Église Saint-François-d'Assise                                       |              | Beauceville                         | 226, avenue Lambert                    |             | 1857 - 1860           | 1145             |          |
| Église Saint-François-de-Sales                                       |              | Saint-François-de-la-Rivière-du-Sud | 506, chemin Saint-François Ouest       |             | 1866 - 1870           | 26142            |          |
| Chapelle Saint-François-Xavier                                       |              | Lévis                               | 344, rue Saint-Joseph                  |             | 1822                  |                  |          |
| Église Saint-Frédéric                                                |              | Saint-Frédéric                      | 167A, rue Principale                   |             | 1858 - 1861           | 1524             |          |
| Église Saint-Gabriel                                                 |              | La Durantaye                        | 2, rue Furois                          |             | 1910 - 1911           | 25004            | Recyclée |
| Église Saint-Georges                                                 |              | Saint-Georges                       | 1890, 1ere avenue Ouest                |             | 1900 - 1902           | 1658             |          |
| Église Saint-Gervais et Saint-Protais                                |              | Saint-Gervais                       | 225, rue Principale                    |             | 1873                  | 14951            |          |
| Église Saint-Gédéon                                                  |              | Saint-Gédéon-de-Beauce              | 101, 1ere avenue                       |             | 1911                  | 1831             |          |
| Église Saint-Gilles                                                  |              | Saint-Gilles                        | 1730, rue Principale                   |             | 1882 - 1883           | 6574             |          |
| Église Saint-Henri                                                   |              | Saint-Henri                         | 219a, rue Commerciale                  |             | 1869 - 1879           | 24779            |          |
| Église Saint-Hilaire                                                 |              | Saint-Hilaire-de-Dorset             | 870, rue Principale                    |             | 1916 - 1918           | 3233             |          |
| Église Saint-Honoré                                                  |              | Saint-Honoré-de-Shenley             | 457, rue Principale                    |             | 1901 - 1902           | 2275             |          |
| Église Saint-Ignace                                                  |              | Cap-Saint-Ignace                    | 1, place de l'Église                   |             | 1891                  | 26495            |          |
| Église Saint-Isidore                                                 |              | Saint-Isidore                       | 160, rue Sainte-Geneviève              |             | 1853 - 1856           | 34822            |          |
| Église Saint-Jacques                                                 |              | Saint-Jacques-de-Leeds              | 150, rue Principale                    |             | 1942 - 1943           | 2623             |          |
| Église Saint-Janvier                                                 |              | Saint-Janvier-de-Joly               | 699, rue Principale                    |             | 1938                  | 7387             | Recyclée |
| Chapelle Saint-Jean-Baptiste                                         |              | Saint-Aubert                        | 298, chemin du Lac-Trois-Saumons       |             | 1912                  | 32154            | Recyclée |
| Église Saint-Jean-Baptiste                                           |              | Saint-Jean-Port-Joli                | 2, place de l'Église                   |             | 1779 - 1781           | 32181            |          |
| Église Saint-Jean-Chrysostome                                        |              | Lévis                               | 1012, rue Pierre-Beaumont              |             | 1848 - 1850           | 73391            | Recyclée |
| Église Saint-Jean-de-Brébeuf                                         |              | Saint-Jean-de-Brébeuf               | 546, chemin Craig                      |             | 1964                  | 3058             | Recyclée |
| Église Saint-Jean-de-la-Lande                                        |              | Saint-Georges                       | 600, rue Principale                    |             | 1931                  | 2136             |          |
| Chapelle Saint-Joseph                                                |              | Lévis                               | ? rue Saint-Georges                    |             | 1900 - 1902           | 52690            |          |
| Église Saint-Joseph                                                  |              | Saint-Joseph-de-Beauce              | 740, avenue du Palais                  |             | 1865 - 1868           | 1427             |          |
| Église Saint-Joseph                                                  |              | Saint-Joseph-de-Coleraine           | 142, avenue Saint-Joseph               |             | 1959 - 1960           | 3000             |          |
| Église Saint-Joseph                                                  |              | Lévis                               | 291, rue Saint-Joseph                  |             | 1830 - 1832           | 71794            |          |
| Église Saint-Jules                                                   |              | Saint-Jules                         | 390, rue Principale                    |             | 1925                  | 1479             |          |
| Église Saint-Julien                                                  |              | Saint-Julien                        | 974, chemin Gosford                    |             | 1912                  | 6407             |          |
| Église Saint-Just                                                    |              | Saint-Just-de-Bretenières           | 210, rue Principale                    |             | 1944                  | 26408            |          |
| Église Saint-Lambert                                                 |              | Saint-Lambert-de-Lauzon             | 1265, des Érables                      |             | 1904 - 1906           | 34408            |          |
| Église Saint-Lazare                                                  |              | Saint-Lazare-de-Bellechasse         | 178, rue Principale                    |             | 1882 - 1884           | 24472            |          |
| Église Saint-Léon-de-Standon                                         |              | Saint-Léon-de-Standon               | 500, rue Principale                    |             | 1923 - 1925           | 24594            |          |
| Église Saint-Léonidas                                                |              | Lac-Frontière                       | 19, rue de l'Église                    |             | 1919                  | 26299            | Recyclée |
| Église Saint-Louis                                                   |              | Lotbinière                          | 7510, rue Marie-Victorin               |             | 1818 - 1822           | 7535             |          |
| Église Saint-Louis-de-Gonzague                                       |              | Lévis                               | 811, chemin Pintendre                  |             | 1899 - 1900           | 62704            |          |
| Église Saint-Louis-de-Gonzague                                       |              | Saint-Louis-de-Gonzague             | 108 B, rue de l'Église                 |             | 1961                  | 25927            |          |
| Église Saint-Luc                                                     |              | Saint-Luc-de-Bellechasse            | 199, rue Principale                    |             | 1936                  | 25873            |          |
| Église Saint-Magloire                                                |              | Saint-Magloire                      | 129, rue Principale                    |             | 1875                  | 25574            |          |
| Église Saint-Malachie                                                |              | Saint-Malachie                      | 1157, rue Principale                   |             | 1896 - 1897           | 24229            |          |
| Église Saint-Marcel                                                  |              | Saint-Marcel                        | 58-B, chemin Taché Est                 |             | 1902 - 1903           | 31062            |          |
| Église Saint-Martin                                                  |              | Saint-Martin                        | 129, 1ere avenue Est                   |             | 1902 - 1903           | 1960             |          |
| Église Saint-Mathieu                                                 |              | Montmagny                           | 260, avenue Louise                     |             | 1965 - 1967           | 25981            |          |
| Église Saint-Maurice                                                 |              | Thetford Mines                      | 381, rue Houle                         |             | 1973 - 1974           | 2569             | Recyclée |
| Église Saint-Maxime                                                  |              | Scott                               | 1191, route Kennedy                    |             | 1903 - 1905           | 34513            |          |
| Église Saint-Méthode                                                 |              | Adstock                             | 28, rue Principale                     |             | 1904 - 1907           | 3039             |          |
| Église Saint-Michel                                                  |              | Saint-Michel-de-Bellechasse         | 105, rue Principale                    |             | 1872 - 1873           | 24889            |          |
| Église Saint-Narcisse                                                |              | Saint-Narcisse-de-Beaurivage        | 380, rue Principale                    |             | 1879 - 1880           | 7851             |          |
| Église Saint-Nazaire                                                 |              | Saint-Nazaire-de-Dorchester         | 63, rue Principale                     |             | 1925                  | 24778            |          |
| Église Saint-Nérée-de-Bellechasse                                    |              | Saint-Nérée                         | 914, rue de l'Église Est               |             | 1884 - 1886           | 24337            |          |
| Église Saint-Nicolas                                                 |              | Lévis                               | 1442, rue des Pionniers                |             | 1961 - 1962           | 73767            |          |
| Église Saint-Noël-Chabanel                                           |              | Thetford Mines                      | 1197, rue Notre-Dame Est               |             | 1945                  | 2527             | Recyclée |
| Église Saint-Odilon                                                  |              | Saint-Odilon-de-Cranbourne          | 375, rue Langevin                      |             | 1891 - 1892           | 1441             |          |
| Église Saint-Omer                                                    |              | Saint-Omer                          | 245, rang des Pelletier                |             | 1939                  | 33142            | Recyclée |
| Église Saint-Pamphile                                                |              | Saint-Pamphile                      | 44, rue de l'Église                    |             | 1876 - 1880           | 33276            |          |
| Église Saint-Patrice                                                 |              | Saint-Patrice-de-Beaurivage         | 477, rue Principale                    |             | 1901 - 1903           | 7114             |          |
| Église Saint-Paul                                                    |              | Saint-Paul-de-Montminy              | 311, 4ème avenue                       |             | 1929 - 1930           | 26426            |          |
| Église Saint-Philémon                                                |              | Saint-Philémon                      | 1414, rue Principale                   |             | 1899 - 1902           | 24517            |          |
| Église Saint-Philibert                                               |              | Saint-Philibert                     | 368, rue Principale                    |             | 1919                  | 2095             | Démolie  |
| Église Saint-Philippe et Saint-Jacques                               |              | Saint-Vallier                       | 367, avenue de l'Église                |             | 1931 - 1932           | 24964            | Recyclée |
| Église Saint-Pierre                                                  |              | Saint-Pierre-de-Broughton           | 34, rue Saint-Pierre                   |             | 1941 - 1942           | 2379             |          |
| Église Saint-Pierre-du-Sud                                           |              | Saint-Pierre-de-la-Rivière-du-Sud   | 654, rue Principale                    |             | 1784 - 1785           | 26107            |          |
| Église Saint-Prosper                                                 |              | Saint-Prosper                       | 2850, 19e avenue                       |             | 1901 - 1903           | 25825            |          |
| Église Saint-Raphaël                                                 |              | Saint-Raphaël                       | 86, rue Principale                     |             | 1849 - 1852           | 25176            |          |
| Église Saint-René-Goupil                                             |              | Saint-René                          | 824, rue Principale                    |             | 1934                  | 6463             |          |
| Église Saint-Roch                                                    |              | Saint-Roch-des-Aulnaies             | 974, rue de la Seigneurie              |             | 1849 - 1853           | 32216            |          |
| Église Saint-Romuald                                                 |              | Lévis                               | 180, rue de Saint-Romuald              |             | 1855 - 1856           | 70887            |          |
| Église Saint-Séverin                                                 |              | Saint-Séverin                       | 199, rue de l'Église                   |             | 1873 - 1877           | 1549             |          |
| Église Saint-Simon                                                   |              | Saint-Simon-les-Mines               | 3350, rue Principale                   |             | 1942 - 1943           | 1643             |          |
| Église Saint-Sylvestre                                               |              | Saint-Sylvestre                     | 423, rue Principale                    |             | 1914                  | 7144             |          |
| Église Saint-Théophile                                               |              | Saint-Théophile                     | 626, rue Principale                    |             | 1909 - 1911           | 2061             |          |
| Église Saint-Thomas                                                  |              | Montmagny                           | 140, rue Saint-Jean-Baptiste Est       |             | 1949 - 1954           | 26021            |          |
| Église Saint-Victor                                                  |              | Saint-Victor                        | 298, rue Principale                    |             | 1897 - 1899           | 1098             |          |
| Église Saint-Zacharie                                                |              | Saint-Zacharie                      | 750, 15e rue                           |             | 1955 - 1957           | 25645            |          |
| Église Sainte-Agathe                                                 |              | Sainte-Agathe-de-Lotbinière         | 400 A, rue Gosford                     |             | 1926 - 1927           | 6487             |          |
| Chapelle Sainte-Anne                                                 |              | Saint-Pierre-de-Broughton           | 11, chemin de Sacré-Cœur               |             | 1890 - 1891           | 2411             | Recyclée |
| Chapelle Sainte-Anne                                                 |              | Lévis                               | ? rue Saint-Joseph                     |             | 1789                  |                  |          |
| Chapelle Sainte-Anne                                                 |              | Sainte-Marie                        | 750, rue Notre-Dame Nord               |             | 1891 - 1892           | 35500            |          |
| Église Sainte-Apolline                                               |              | Sainte-Apolline-de-Patton           | 507, rue Principale                    |             | 1912 - 1913           | 26346            |          |
| Église Sainte-Aurélie                                                |              | Sainte-Aurélie                      | 159, chemin des Bois-Francs            |             | 1945 - 1947           | 25753            |          |
| Église Sainte-Bernadette-Soubirous                                   |              | Lévis                               | 565, rue Saint-Joseph Est              |             | 1958 - 1959           | 71985            | Démolie  |
| Église Sainte-Catherine-Labouré                                      |              | Kinnear's Mills                     | 220, rue des Églises                   |             | 1950 - 1951           | 2641             | Recyclée |
| Église Sainte-Claire                                                 |              | Sainte-Claire                       | 134, rue Principale                    |             | 1825 - 1827           | 24657            |          |
| Église Sainte-Clotilde                                               |              | Sainte-Clotilde-de-Beauce           | 1025, rue Principale                   |             | 1947 - 1948           | 2474             | Recyclée |
| Église Sainte-Emmélie                                                |              | Leclercville                        | 166, rue de l'Église                   |             | 1863                  | 7639             |          |
| Église Sainte-Euphémie                                               |              | Sainte-Euphémie-sur-Rivière-du-Sud  | 251, rue Principale                    |             | 1926                  | 26092            | Recyclée |
| Église Sainte-Félicité                                               |              | Sainte-Félicité                     | 3, rue de l'Église Nord                |             | 1950                  | 31313            |          |
| Église Sainte-Germaine                                               |              | Lac-Etchemin                        | 195, 2e avenue                         |             | 1895                  | 25816            |          |
| Église Sainte-Hélène                                                 |              | Lévis                               | ? rue Sainte-Hélène                    |             | 1909                  | 55311            |          |
| Église Sainte-Hénédine                                               |              | Sainte-Hénédine                     | 109, rue Principale Est                |             | 1910 - 1912           | 34738            |          |
| Chapelle Sainte-Jeanne-D'Arc                                         |              | Lévis                               | 5270, rue Saint-Laurent                |             | 1917                  | 65943            |          |
| Église Sainte-Justine                                                |              | Sainte-Justine                      | 240, rue Principale                    |             | 1936 - 1937           | 25620            |          |
| Église Sainte-Louise                                                 |              | Sainte-Louise                       | 500, rue Principale                    |             | 1857 - 1859           | 32193            |          |
| Église Sainte-Luce                                                   |              | Disraeli                            | 300, avenue Champlain                  |             | 1924 - 1926           | 3316             |          |
| Église Sainte-Lucie-de-Beauregard                                    |              | Sainte-Lucie-de-Beauregard          | 141, rue Principale                    |             | 1956 - 1957           | 26225            |          |
| Église Sainte-Marguerite                                             |              | Sainte-Marguerite                   | 271, rue Saint-Jacques                 |             | 1861 - 1864           | 34721            |          |
| Église Sainte-Marthe                                                 |              | Thetford Mines                      | 1273, rue Blanchet                     |             | 1963 - 1964           | 2487             |          |
| Église Sainte-Perpétue                                               |              | Sainte-Perpétue                     | 11, rue de l'Église                    |             | 1903 - 1911           | 31524            |          |
| Église Sainte-Rose                                                   |              | Sainte-Rose-de-Watford              | 515, rue Principale                    |             | 1898                  | 25922            |          |
| Église Sainte-Sabine                                                 |              | Sainte-Sabine                       | 88-A, rue Principale                   |             | 1907                  | 25256            |          |
| Chapelle Sainte-Thérèse-de-l'Enfant-Jésus                            |              | Saint-Benoît-Labre                  |                                        |             | 1927                  | 10996            |          |
| Sanctuaire Notre-Dame-d'Etchemin                                     |              | Lac-Etchemin                        | 166, Grande Ligne                      |             | 1952                  | 25766            |          |
| Église Très-Saint-Cœur-de-Marie                                      |              | Adstock                             | 1, rang 8 Nord                         |             | 1875 - 1886           | 3271             |          |
| Église Très-Saint-Rédempteur                                         |              | Lévis                               | 2430, route des Rivières               |             | 1938 - 1939           | 71669            |          |

### Lieux de culte protestants

#### Lieux de culte anglicans
| Lieu de culte                                 | Illustration | Municipalité           | Adresse                    | Coordonnées | Année de construction | Lien dans l'ILCQ | Notes    |
| --------------------------------------------- | ------------ | ---------------------- | -------------------------- | ----------- | --------------------- | ---------------- | -------- |
| Église Christ Church de Saint-Jean-de-Brébeuf |              | Saint-Jean-de-Brébeuf  | 868, chemin de la Chapelle |             | 1884 - 1885           | 55352            |          |
| Église Holy Trinity de Lévis                  |              | Lévis                  | 33, rue Wolfe              |             | 1848                  |                  | Recyclée |
| Église Holy Trinity d'Irlande                 |              | Irlande                | 173, chemin Gosford        |             | 1900 - 1902           | 55501            |          |
| Église Saint James                            |              | Saint-Jacques-de-Leeds | ? rue Principale           |             | 1831                  | 55557            |          |
| Église Saint John The Divine                  |              | Thetford Mines         | 506, rue Alfred            |             | 1955                  | 55312            | Recyclée |
| Église Saint Mark                             |              | Kinnear's Mills        | 210, rue des Églises       |             | 1897 - 1899           | 55465            |          |
| Église Saint Paul                             |              | Saint-Simon-les-Mines  | 533, route Taylor          |             | 1847                  | 2239             | Recyclée |
| Église Saint Paul                             |              | Saint-Malachie         | 1774, rue Principale       |             | 1864 - 1851           | 78648            |          |

#### Lieux de culte réformés
| Lieu de culte                       | Illustration | Municipalité            | Adresse      | Coordonnées | Année de construction | Lien dans l'ILCQ | Notes |
| ----------------------------------- | ------------ | ----------------------- | ------------ | ----------- | --------------------- | ---------------- | ----- |
| Église Thetford Mines United Church |              | Thetford Mines          | ? rue Mooney |             | 1956 - 1957           | 3582             |       |
| Église Unie Pinguet                 |              | Saint-Damase-de-L'Islet | 566, 5e rang |             | 1904 - 1905           | 33509            |       |

#### Lieux de culte presbytériens
| Lieu de culte          | Illustration | Municipalité    | Adresse                 | Coordonnées | Année de construction | Lien dans l'ILCQ | Notes |
| ---------------------- | ------------ | --------------- | ----------------------- | ----------- | --------------------- | ---------------- | ----- |
| Église Candlish United |              | Kinnear's Mills | 301, rue des Fondateurs |             | 1873                  | 3412             |       |

#### Lieux de culte pentecôtistes
| Lieu de culte                                  | Illustration | Municipalité | Adresse               | Coordonnées | Année de construction | Lien dans l'ILCQ | Notes |
| ---------------------------------------------- | ------------ | ------------ | --------------------- | ----------- | --------------------- | ---------------- | ----- |
| Église Centre du Plein Évangile de la Rive-Sud |              | Lévis        | 1575, chemin du Sault |             | 1969                  | 73674            |       |

#### Lieux de culte baptistes évangéliques
| Lieu de culte                                      | Illustration | Municipalité   | Adresse                  | Coordonnées | Année de construction | Lien dans l'ILCQ | Notes |
| -------------------------------------------------- | ------------ | -------------- | ------------------------ | ----------- | --------------------- | ---------------- | ----- |
| Église de l'Assemblée Chrétienne de Montmagny      |              | Montmagny      | 419, boulevard Taché Est |             | 1965                  | 26074            |       |
| Église de l'Assemblée Chrétienne de Thetford Mines |              | Thetford Mines | 725, rue Simoneau        |             | 1974                  | 55363            |       |
| Église chrétienne réformée de Beauce               |              | Saint-Georges  | 470, 27e rue             |             | 1860 - 1870           | 1730             |       |